# Bowen Stassforth
Bowen Stassforth (Los Ángeles; 7 de agosto de 1926-Rancho Palos Verdes, California, 22 de noviembre de 2019) fue un nadador estadounidense especializado en pruebas de estilo braza, donde consiguió ser subcampeón olímpico en 1952 en los 200 metros.

## Carrera deportiva
En los Juegos Olímpicos de Helsinki 1952 ganó la medalla de plata en los 200 metros estilo braza, con un tiempo de 2:34.7 segundos, tras el australiano John Davies (oro con 2:34.4 segundos que fue récord olímpico).
Y en los Juegos Panamericanos  celebrados en Buenos Aires en 1951 ganó el oro en los relevos de 3x100 metros estilos, y el bronce en los 200 metros braza.